# Kowŏn
Okres Kowŏn (korejsky 고원군 – Kowŏn-gun) je okres v provincii Jižní Hamgjong v Severní Koreji. Má rozlohu přibližně 250 čtverečních kilometrů a v roce 2008 v něm žilo přes 94 tisíc obyvatel.

## Poloha
Kowŏn hraničí na jihu s okresem Čchŏnnä v sousední provincii Kangwon, na východě a severu s okresem Kŭmja a na západě s okresem Sudong.

## Doprava
Přes Kowŏn prochází páteřní železniční trať Pchjongjang – Rason, která spojuje hlavní severokorejské město Pchjongjang s významným přístavem Rason na severovýchodě země, kde jsou také železniční hraniční přechody do Čínské lidové republiky a Ruské federace. Na tu se zde napojuje na jih vedoucí železniční trať Kowŏn – Pchjŏnggang. Na obou tratích provozují vlaky Korejské státní dráhy.